# Дітріх фон Торк
Дітріх фон Торк (*Dietrich von Torck, д/н — 17 серпня 1415) — 31-й магістр Лівонського ордену в 1413—1415 роках.

## Життєпис
Походив з впливового вестфальського шляхетського роду Торків з Мюнстера. Предки майбутнього магістра були доволі впливовими при дворі єпископів Мюнстерських. Син Гиса фон Торка і Грети фон Зюммерн. Про дату народження й молоді рки нічого невідомо.
У 1408 році призначається феллінським комтуром. З весни 1411 року фактично заміняв хворого магістра Конрада фон Фітінгхофа, керуючи справами Ордена. 1413 року після смерті Фітінгофа обирається новим магістром. Спільно з великим магітсром Тевтонського ордена Генріхом фон Плауеном почати нову війну проти королівства Польського і великого князівства Литовського з тим, щоби в подальшому укласти мир з цими державами на більш вигідних умовах ніж Перший Торунський мир. Проте вже 1413 року Генріха фон Плауена було позбавлено влади.
Втім Дітріх фон Торк продовжував робити усі можливе для відновлення військової потуги Лівонського ордену. Втім у 1415 році помер. Новим очільником Ордену став Зігфрід Ландер фон Шпонгайм.